# Fire on Fire
Fire on Fire là bài hát do ca sĩ người Anh Sam Smith sáng tác và Steve Mac sản xuất. Bài hát là nhạc phim bản chuyển thể thành phim trên nền tảng Netflix năm 2018 của tiểu thuyết Watership Down năm 1972. Ngày 21 tháng 12 năm 2018, Capitol Records phát hành Fire on Fire dưới dạng đĩa đơn. Bài hát lọt vào top 40 ở Hungary, Thụy Điển, Na Uy, Phần Lan, Thụy Sĩ và Ireland. Bài hát xuất hiện trong album phòng thu thứ ba của Smith, Love Goes (2020).

## Bối cảnh
Ca khúc do ca sĩ Sam Smith và nhà sản xuất/nhạc sĩ Steve Mac sáng tác, BBC Concert Orchestra thu âm tại Abbey Road Studios ở London vào tháng 9 năm 2018. Smith cho rằng: "Tôi rất vui mừng và vinh dự được trở thành một phần của bộ phim chuyển thể của Watership Down. [...] và [tôi] khá hồi hộp khi làm việc với đạo diễn Noam Murro, nhóm làm việc và Steve Mac để sáng tác bài hát này cho bộ phim. Tôi hy vọng mọi người cũng yêu thích bài hát nhiều như tôi. "

## Nhận xét
Gil Kaufman từ Billboard gọi Fire on Fire là một bản ballad đầy ám ảnh và khuấy động. Ông nhận xét bài hát của Smith là chủ đề đầy cảm xúc, khai thác vào chuyến tàu lượn siêu tốc của câu chuyện chan chứa nỗi sợ hãi, hy vọng và tình bạn.

## Video âm nhạc
Video âm nhạc của Fire on Fire được phát hành vào ngày 21 tháng 12 năm 2018.

## Bảng xếp hạng
| Bảng xếp hạng (2018–19)            | Vị trí cao nhất |
| ---------------------------------- | --------------- |
| Australia (ARIA)                   | 93              |
| Bỉ (Ultratip Flanders)             | 10              |
| Bỉ (Ultratip Wallonia)             | 11              |
| Phần Lan (Suomen virallinen lista) | 18              |
| France Downloads (SNEP)            | 122             |
| Hungary (Single Top 40)            | 11              |
| Ireland (IRMA)                     | 38              |
| Hà Lan (Single Top 100)            | 56              |
| Netherlands (Tipparade)            | 2               |
| New Zealand Hot Singles (RMNZ)     | 13              |
| Na Uy (VG-lista)                   | 17              |
| Bồ Đào Nha (AFP)                   | 94              |
| Scotland (OCC)                     | 52              |
| Singapore (RIAS)                   | 28              |
| Thụy Điển (Sverigetopplistan)      | 16              |
| Thụy Sĩ (Schweizer Hitparade)      | 35              |
| Anh Quốc (OCC)                     | 63              |

| Bảng xếp hạng (2019)       | Vị trí |
| -------------------------- | ------ |
| Sweden (Sverigetopplistan) | 88     |

## Lịch sử phát hành
| Ngày                 | Định dạng             | Lable   | Tham khảo |
| -------------------- | --------------------- | ------- | --------- |
| 21 tháng 12 năm 2018 | Tải xuống kỹ thuật số | Capitol | [ 25 ]    |

## Chứng nhận
| Quốc gia                                                    | Chứng nhận | Số đơn vị/doanh số chứng nhận |
| ----------------------------------------------------------- | ---------- | ----------------------------- |
| Đan Mạch (IFPI Đan Mạch)                                    | Gold       | 45.000‡                       |
| Pháp (SNEP)                                                 | Gold       | 100.000‡                      |
| Ý (FIMI)                                                    | Gold       | 35.000‡                       |
| Ba Lan (ZPAV)                                               | Platinum   | 50.000‡                       |
| Bồ Đào Nha (AFP)                                            | Platinum   | 10.000‡                       |
| Anh Quốc (BPI)                                              | Silver     | 200.000‡                      |
| Hoa Kỳ (RIAA)                                               | Platinum   | 1.000.000‡                    |
| ‡ Chứng nhận dựa theo doanh số tiêu thụ và phát trực tuyến. |            |                               |